# Tibouchina robusta
Tibouchina robusta är en tvåhjärtbladig växtart som beskrevs av Célestin Alfred Cogniaux. Tibouchina robusta ingår i släktet Tibouchina och familjen Melastomataceae. Inga underarter finns listade i Catalogue of Life.